# Eotetranychus cumtiliarium
Eotetranychus cumtiliarium är en spindeldjursart som beskrevs av Auger, Flechmann och Migeon 2003. Eotetranychus cumtiliarium ingår i släktet Eotetranychus och familjen Tetranychidae. Inga underarter finns listade i Catalogue of Life.